# Общество потомков Мейфлауэр
Общество потомков Мейфлауэр (англ. The General Society of Mayflower Descendants, обычно называется Общество Мейфлауэр (англ. Mayflower Society)) — наследственная организация людей, которые документально происходят по крайней мере от одного из 102 пассажиров, прибывших на английском судне «Мейфлауэр» в 1620 году на территорию современного Плимута, штат Массачусетс.

## История
Общество было основано в Плимуте в 1897 году. Основная его цель — информирование общественность о роли пилигримов в ранней истории того, что позже стало Соединёнными Штатами Америки. Отделения «Общество потомков Мейфлауэр» существуют во всех пятидесяти штатах США, в округе Колумбия и Канаде.
Сегодня, по оценкам историков, до десятков миллионов американцев имеют по крайней мере одного предка, который был среди этой группы первых поселенцев. Любое лицо, способное документально подтвердить свое происхождение от одного или нескольких пилигримов «Мейфлауэр», имеет право подать заявку на членство в обществе.
В 1941 году общество «Мейфлауэр» приобрело в Плимуте дом Эдварда Уинслоу. Этот особняк был построен в 1754 году правнуком Эдварда Уинслоу. «Общество потомков Мейфлауэр» в настоящее время управляет домом, в котором создан музей. Офис и библиотека общества расположены рядом с особняком.